# アンドレイ・フライシュマン
アンドレイ・フライシュマン（Andrej Fleischmann または Flajšman、1804年11月22日 - 1867年6月5日）はスロベニアの植物学者である。リュブリャナ植物園で働いた。

## 略歴
リュブリャナ近くのベリーチェボ（Beričevo）に生まれた。15歳の1819年から、庭師としてリュブリャナ植物園で園長のフランツ・フラドニック（Franc Hladnik）のもとで働きはじめた。2代目の園長、Nepomuk Biatzóvszkyのもとでも働いた。リュブリャナの高校で、フラドニックから、初等植物学を学んだ。1850年に、3代目の園長となった。
スロベニアの植物の採集と研究を行い、いくつかの著作を行い、収集した標本はドイツのハインリヒ・ゴットリープ・ルートヴィヒ・ライヘンバッハの、ドイツおよびその周辺の植物を記述した著作 "Flora germanica exsiccata" の執筆に貢献した。1839年に 王立ババリア植物学会の准会員に選ばれ、1841年にカルニオラ農学会の会員となった。
セリ科の植物、パースニップの変種、Pastinaca sativa var. Fleischmanniiに献名された。

## 著作
- Übersicht der Flora Krains oder Verzeichniss der im Herzogtume Krain wildwachsenden oder allgemein cultivierten sichtbar blühenden Gewächse sammt Angabe der Standorte (Ljubljana, 1844)
- Über Scopolia Hladnikiana (Regensburg, 1839)
- Der Hügel Babna gora bei dem Dorfe Lauerza in Krain (Regensburg, 1840)
- Nachträge zur Flora Krains (Regensburg, 1846)
- Flora an der südlichen Staatseisenbahn von Laibach bis Cilli.